# Ianduba paubrasil
Ianduba paubrasil là một loài nhện trong họ Corinnidae.
Loài này thuộc chi Ianduba. Ianduba paubrasil được miêu tả năm 1997 bởi Bonaldo.